# جعبه پاندورا

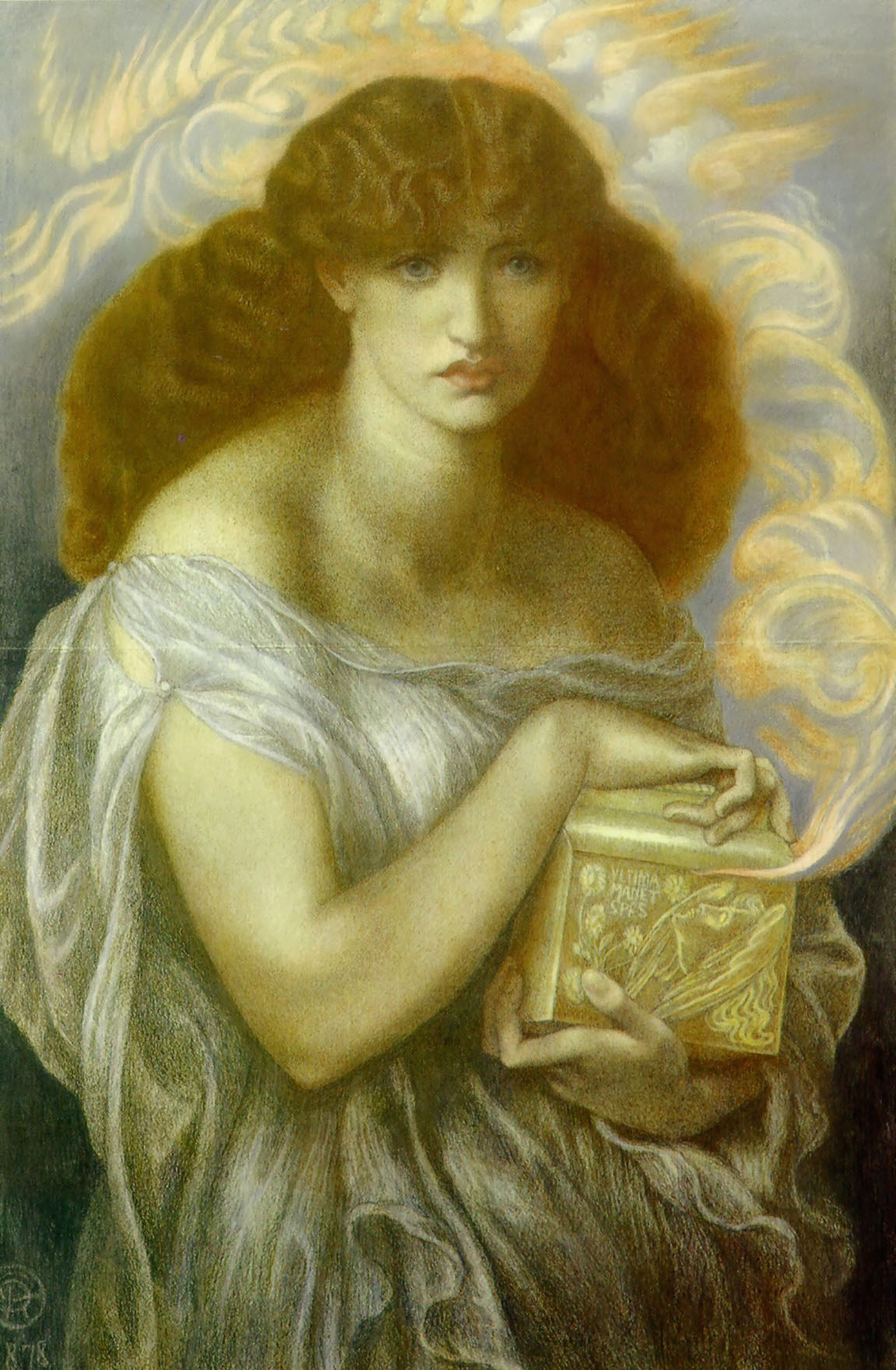
پاندورا، اثر نقاش ایتالیایی Rosetti /روزِتی، ۱۸۷۹

جعبهٔ پاندورا، به‌روایت افسانه‌های یونانی، جعبه‌ای بود با محتوای تمامی بلاها و شوربختی‌های ناشناخته بشریت از جمله کار، بیماری، مرگ و غیره.
پاندورا (اولین زن جهان) که به‌دلیل دزدیده شدن آتش به‌دست پرومته (از اجبار با پاندورا نامزد کرده بود) بخشی از جریمهٔ بشریت محسوب می‌شد، جعبه‌ای از زئوس دریافت کرد تا به انسان‌ها هدیه دهد و سفارش کند که هرگز آن را نگشایند؛ ولی پاندورا پس از ازدواج با برادر پرومته، یعنی اپیمتئوس، خود جعبه را گشود و بلاها و شوربختی‌ها از داخل آن سرریز کرده و بر روی زمین پراکنده شدند؛ زمینی که تا آن زمان هیچ‌گونه مشکل و بدبختی نمی‌شناخت. تنها امید در جعبه باقی ماند تا تسلای بشر باشد. به‌گفتهٔ «گیزلا فوکس» این اسطوره در دوران باستان مورد توجه چندانی قرار نگرفت و ابتدا در دوران رنسانس معروفیت یافت. امروزه اصطلاح «جعبهٔ پاندورا» به‌عنوان ضرب‌المثل در رابطه با مواردی استفاده می‌شود که فلاکتی بی‌علاج به‌بار آمده باشد.

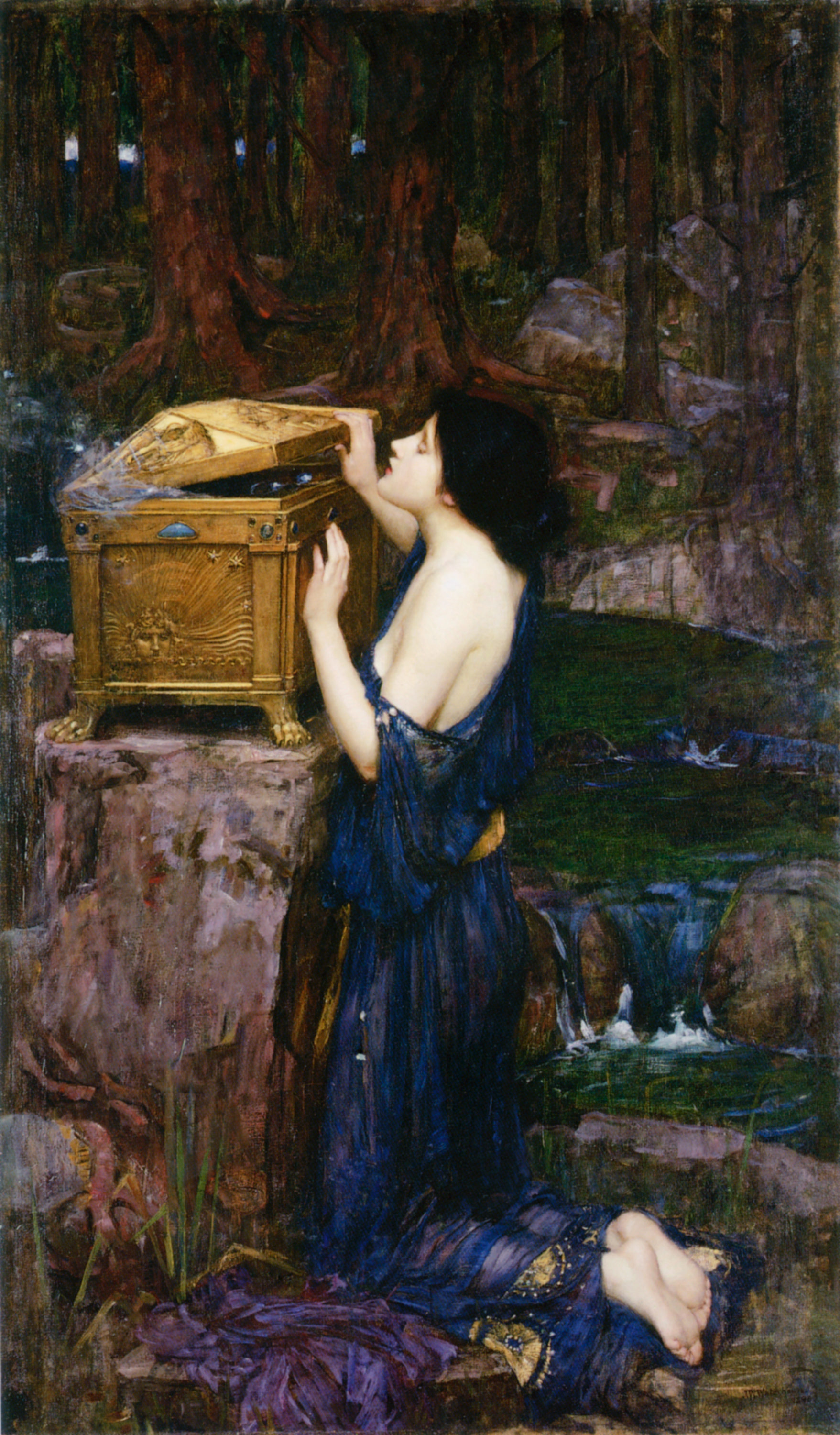
نقاشی پاندورا اثر جان ویلیام واترهاوس، ۱۸۹۶

از این داستان اصطلاح «باز کردن جعبه پاندورا» رشد کرده است، به معنای انجام یا شروع کاری که باعث مشکلات پیش‌بینی نشده زیادی می‌شود. معادل مدرن و محاوره‌ای‌تر، جعبه پاندورا استعاره‌ای از چیزی است که باعث مشکلات یا بدبختی‌های بزرگ می‌شود، اما امیدواری را نیز در خود جای می‌دهد. به‌طور نمادین، جعبه نمایانگر کنجکاوی و میل به دانش است که می‌تواند منجر به پیامدهای منفی و نتایج مثبت شود. بدی‌های درون جعبه را می‌توان به عنوان چالش‌ها و مشکلات زندگی در نظر گرفت، در حالی که امید نشان دهنده خوش‌بینی و انعطاف‌پذیری برای غلبه بر آن چالش‌ها است.
نقش و نام جعبهٔ پاندورا در بعضی از آثار هنرمندان استفاده شده است برای مثال می‌توان به فیلم جعبهٔ پاندورا ۱۹۲۹ اثر گئورگ ویلهلم پابست که یک فیلم صامت المانی می‌باشد تا نقش جعبهٔ پاندورا در سری بازی‌های خدای جنگ یونان اثر شرکت سونی اشاره کرد.

## برگردان و ترجمه اشتباه از لاتین

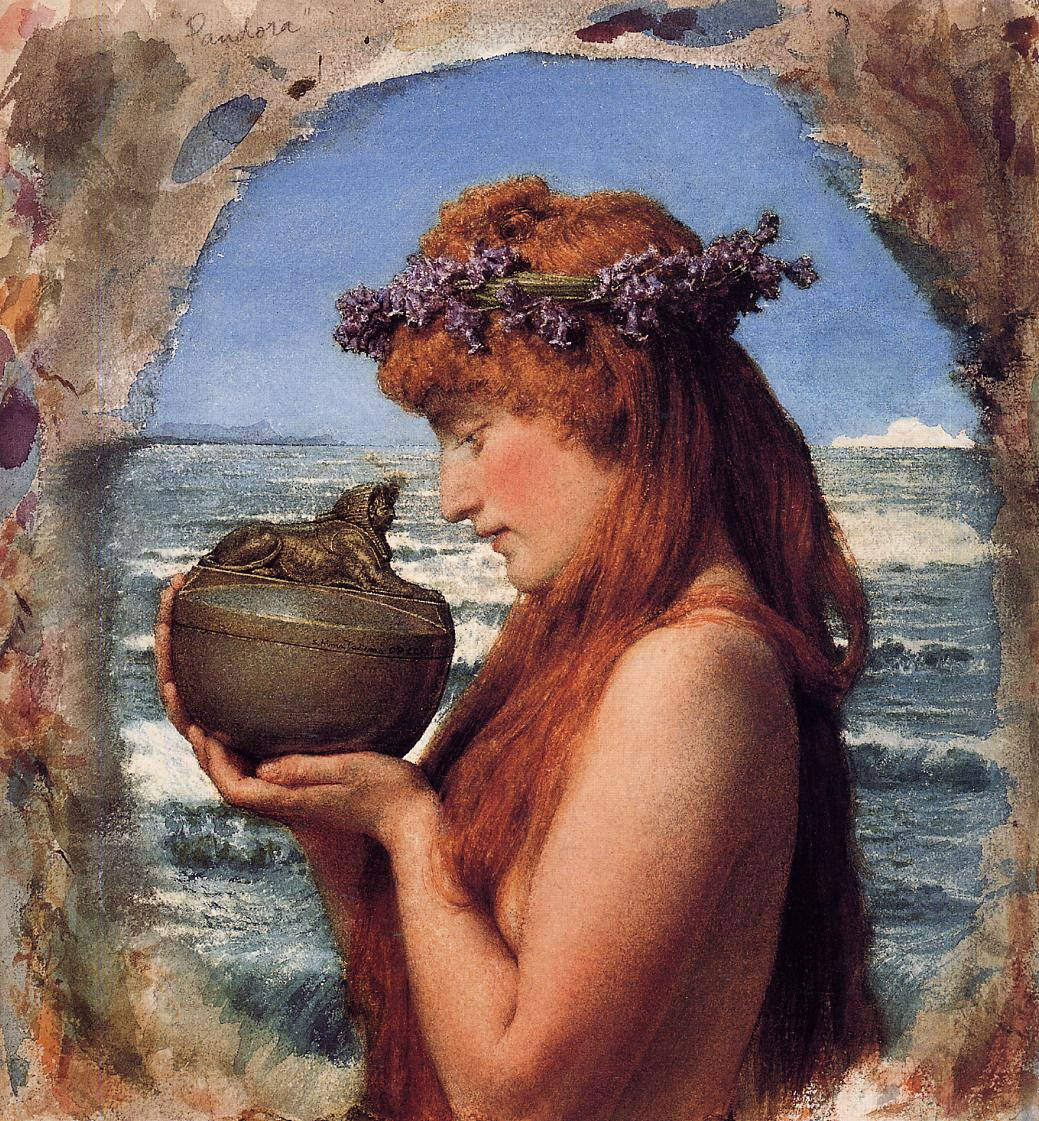
نقاشی آبرنگ پاندورای دوسوگرا اثر لارنس آلما تادما، ۱۸۸۱

برگردان و ترجمه نادرست از واژه پیتوس (یک نوع کوزه بزرگ سفالی) باعث گردید تا این واژه در تاریخ با عنوان جعبه ثبت گردد. این اشتباه از آنجا سرچشمه گرفت که در سده شانزدهم میلادی دسیدریوس اراسموس، ترجمه داستان هزیود از این ماجرا را که به زبان لاتین بود انجام داد، اراسموس به جای اشارهٔ به پیتوس، از واژه جعبه استفاده کرد در حالی که، پیتوس مد نظر هزیود، سفال‌هایی بود که تا نیمه در زمین قرار می‌دادند و از آنها برای نگهداری شراب، روغن یا دانه‌های غلات استفاده می‌کردند. واژه پیتوس در عین‌حال می‌توانست اشاره به خمره‌های مراسم ترحیم هم داشته باشد. در هر صورت اراسموس، واژه پیتوس را به پیکسیس ترجمه کرد که مترادف با جعبه بود و به همین مناسبت، عبارت جعبه پاندورا از آن زمان تاکنون دوام داشته است.

## نگارخانه

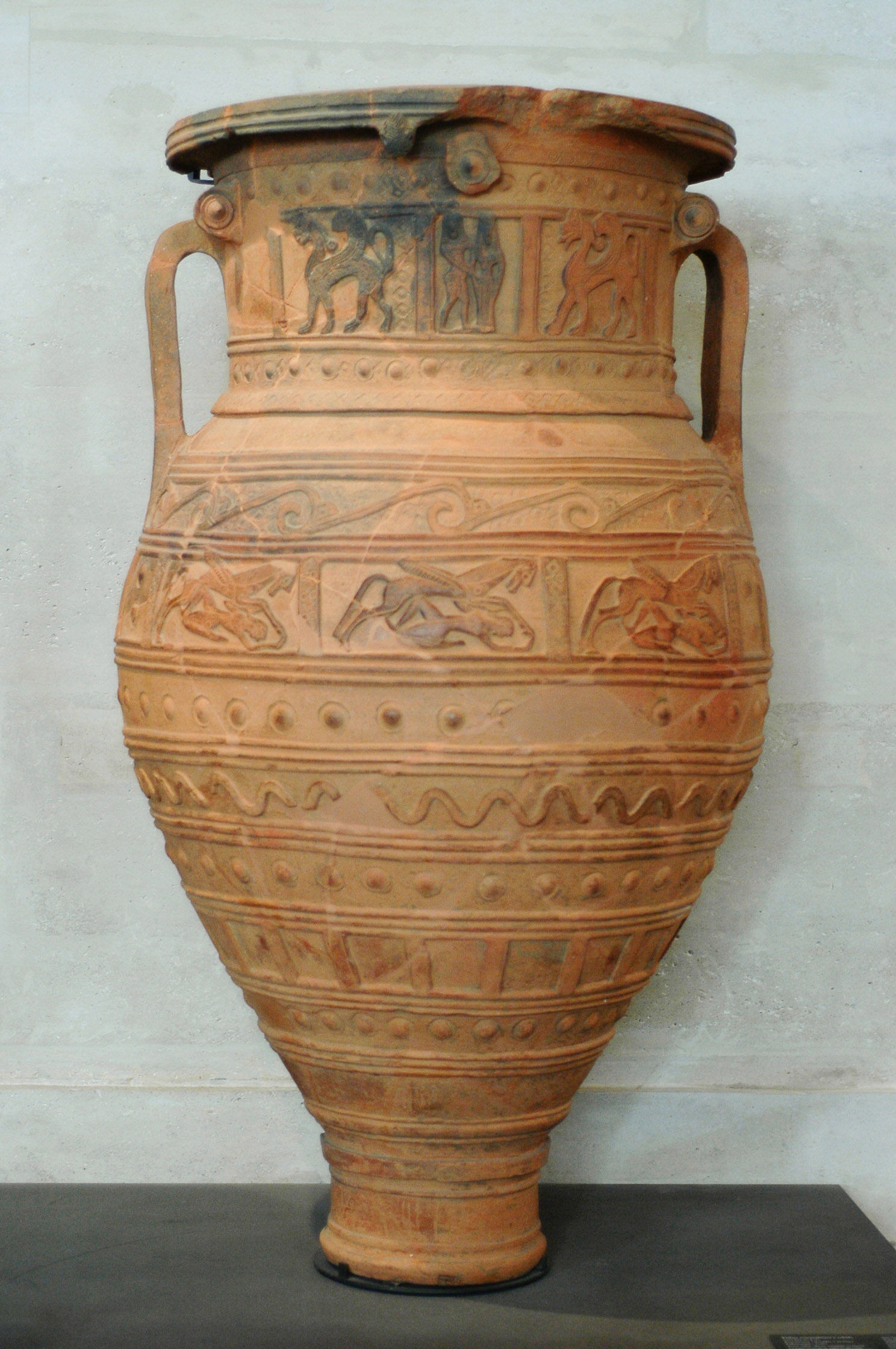
جعبه پاندورا در اصل، اشاره به پیتوس‌های باستانی دارد که به اشتباه با عنوان جعبه ترجمه شد